# Vložené návěstidlo a uzávěra koleje
Vložená návěstidla a uzávěry koleje patří mezi hlavní návěstidla. Umisťovaly se v dopravnách, kde byla umístěna skupinová odjezdová návěstidla (platná pro více kolejí), na koncích hlavních kolejí, návěsti vložených návěstidel a uzávěr kolejí pak rozlišovaly, ze které koleje je postavena vlaková nebo posunová cesta. Důvodem byla jednodušší konstrukce staničního zabezpečovacího zařízení – například v případě dodatečné instalace dálkového ovládání výhybek byla instalace vložených návěstidel platných pro posun i jízdu vlaků jednodušší, než instalace odjezdových a seřaďovacích návěstidel ke každé koleji. Také v případě existence poloautomatického bloku v přilehlém úseku bylo jednodušší zapojit jediné odjezdové návěstidlo. Rozdíl mezi oběma návěstidly je především v konstrukci – uzávěry koleje byly mechanická návěstidla, vložená návěstidla jsou návěstidla světelná. Jsou platná pro jízdu vlaku i pro posun.
Návěsti vložených návěstidel jsou:
- stůj (červené světlo nebo červené a modré světlo)
- posun zakázán (modré světlo, jízdu vlaku pak toto návěstidlo neovlivňuje)
- posun dovolen (bílé světlo, příp. bílé a červené)
- odjezdové návěstidlo dovoluje jízdu (kmitavé bílé světlo)

Uzávěra koleje měla návěsti:
- stůj, kolej uzavřena (vodorovné černé břevno v bílém kruhovém poli; základní poloha)
- uzavření koleje zrušeno, které platilo pro jízdu vlaku i posun (šikmo skloněné černé břevno v bílém kruhovém poli)

Nově se tato návěstidla již nezřizují a na síti Správy železnic jsou velmi vzácná. Vložená návěstidla se dosud vyskytují ve stanici Praha-Smíchov (zde plní funkci cestových návěstidel). Donedávna je bylo možné nalézt i ve stanicích Kladno (odstraněna při rekonstrukci stanice v roce 2023), Praha-Bubny (vložená návěstidla výrobce ČKD odstraněna při rekonstrukci stanice v roce 2019), Veselí nad Moravou (zrušena při rekonstrukci stanice v roce 2018), Vlastec (v kombinaci s mechanickými návěstidly) či Trutnov střed (nefunkční snesena v roce 2009).
Uzávěry koleje se vyskytovaly v německém pohraničí – například v Děčíně. Poslední stanicí v Česku, kde uzávěry koleje zůstaly byl Sokolov, ale návěstily jen stůj, kolej uzavřena a byly při rekonstrukci kolejiště roku 2008 zrušeny. Poslední uzávěry koleje v Česku, které návěstily uzavření koleje zrušeno byly v Chebu, zrušeny roku 1998. Například v Německu se však stále poměrně běžně používají.

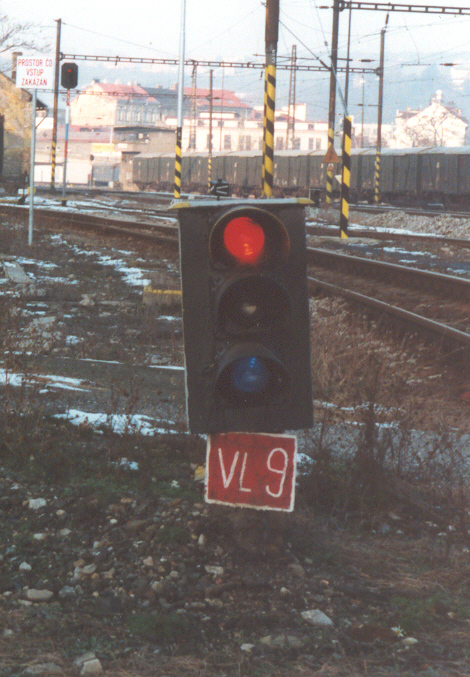
Trpasličí vložené návěstidlo – Praha Bubny
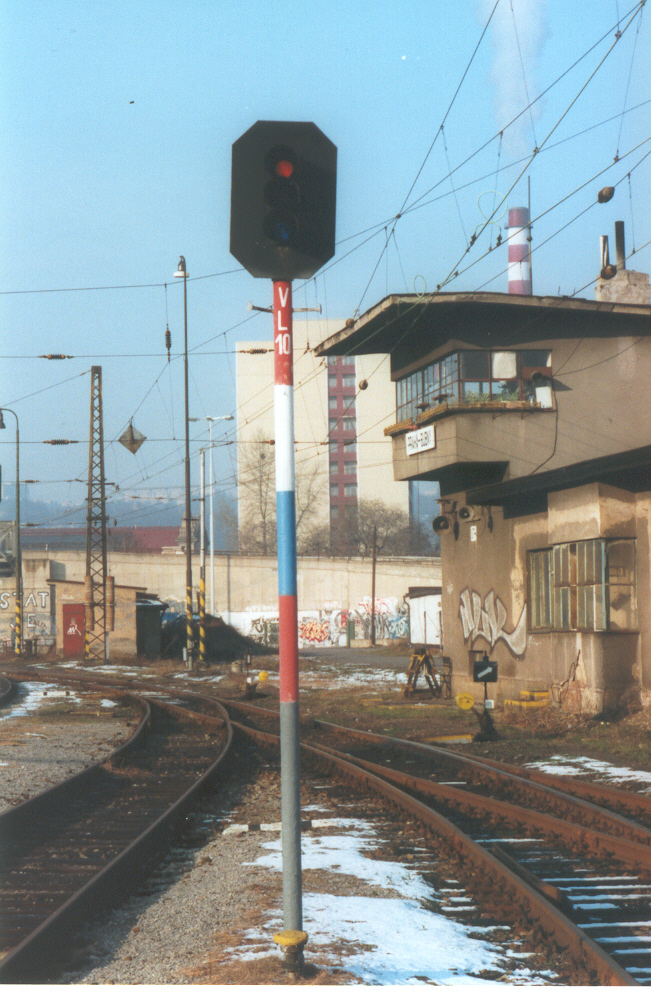
Vložené návěstidlo – Praha Bubny
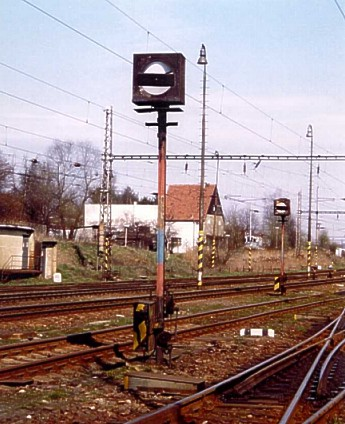
Uzávěry koleje v Sokolově
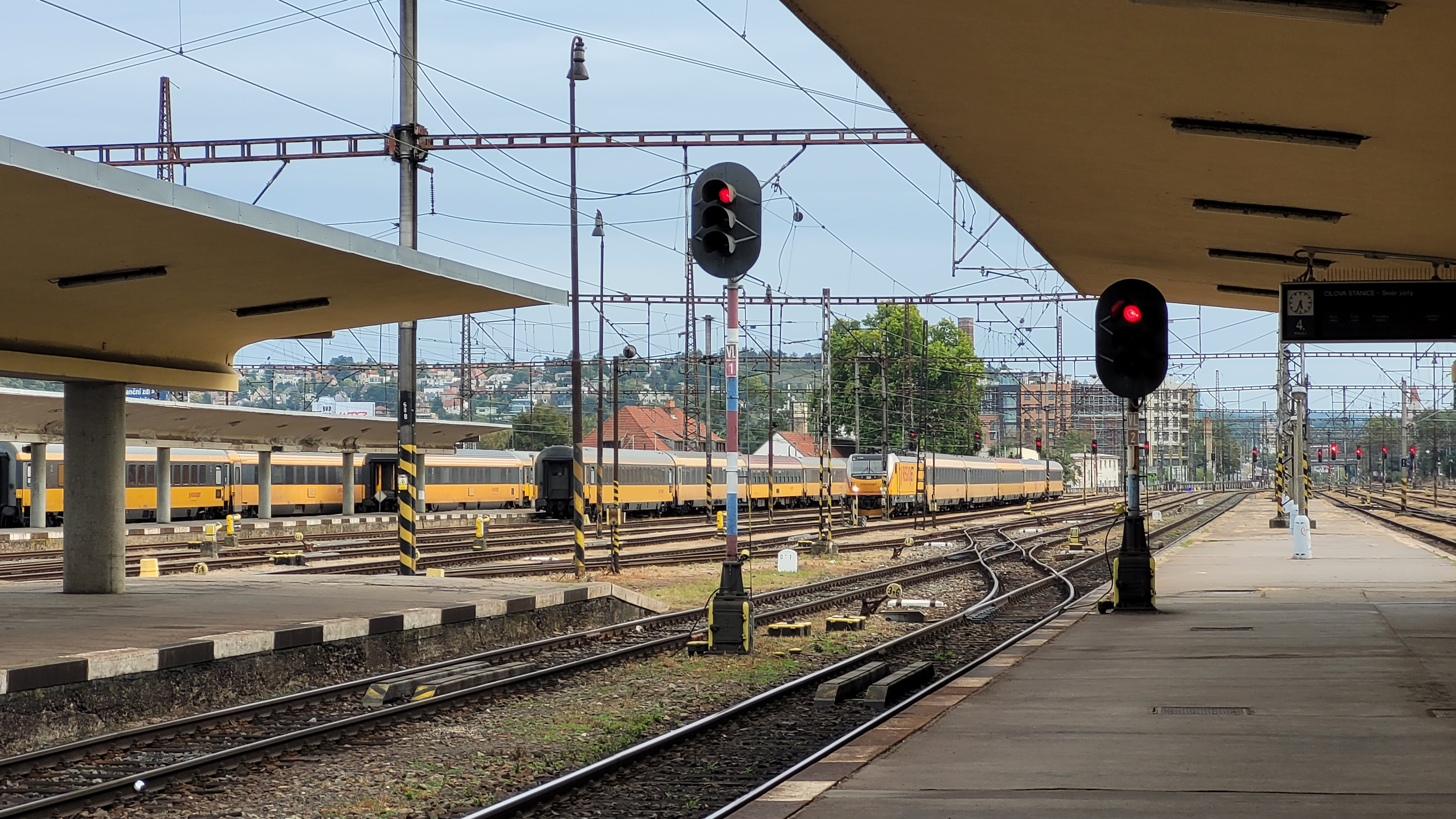
Vložená návěstidla typu SSSR – Praha Smíchov. Návěstidla zde plní funkci cestových návěstidel.